# Bandera del Santa
La bandera de la ciudad peruana de Chimbote, (capital de la Provincia del Santa, Departamento de Ancash) es de color amarillo y muestra en su parte central el escudo de la ciudad. Fue izada por primera vez en 1981. Desde entonces es izada por sus autoridades y la población cada domingo y cada fecha importante junto a la Bandera de la Paz y el Pabellón Nacional del Perú.

## Bandera de la Paz

Bandera de la Paz.

Fue institucionalizada en 1993 por la Municipalidad Provincial del Santa. Es de color blanco e incluye la palabra "PAZ" en azul.
El diseño del escudo de Chimbote fue resultado de un concurso a nivel nacional convocado por el Colegio de Arquitectos del Perú entre estudiantes de arquitectura de los 2 últimos años de Facultad y fue ganado por la srta. Carmela Flores Cesar quien obtuvo el Primer Premio.
El escudo representa la riqueza del mar de la costa peruana, en particular de Chimbote con los 2 peces que a su vez soportan una media luna negra que muestra la actividad siderurgica de la zona y en la parte central se aprecia el río Santa y la agricultura.
- Datos: Q5718487